# Pestalotiopsis caudata
Pestalotiopsis caudata är en svampart som först beskrevs av Hans Sydow, och fick sitt nu gällande namn av B. Sutton 1973. Pestalotiopsis caudata ingår i släktet Pestalotiopsis och familjen Amphisphaeriaceae.   Inga underarter finns listade i Catalogue of Life.